# Японска змиорка
Японската змиорка (Anguilla japonica) е вид лъчеперка от семейство Змиоркови (Anguillidae). Видът е застрашен от изчезване.

## Разпространение
Видът е разпространен в Япония, Корея, Китай, Виетнам, както и в северните части на Филипините.